# Suguru Osako
Suguru Osako (大迫傑, Ōsako Suguru, born 23 May 1991) (大迫傑, Ōsako Suguru?, born 23 May 1991) é um Corredor japonês de longa distância. Ele ganhou a medalha de ouro de 10.000 metros na Universíada de Verão de 2011 em Shenzhen e mantém o recorde júnior asiático pela meia maratona.
Nascido em Machida, Tóquio, ele participou de Saku Chosei High School e começou a se estabelecer a nível nacional em 2010. Ele foi o mais rápido na sua etapa no Japoneses de Alta Escola Ekiden Campeonato e ficou em segundo lugar na júnior corrida no Chiba Cross Country. Isso ele ganhou um lugar na Japonês equipe júnior para o 2010 IAAF Campeonato Mundial de Cross Country, onde ele foi e terminou em 32º lugar. Na pista que ano ele definir um tempo de 28:35.75 minutos em Tóquio , em seguida, terminou em oitavo lugar no Mundial de 2010, Junior Championships no Atletismo. Ele se formou no colegial e se matriculou na Universidade de Waseda , no final de 2010. Em novembro, ele correu na Ageo Cidade Meia Maratona e definir um Japonês e Asiático recorde júnior com o tempo de 1:01:47 horas para ganhar a corrida.
Em 2011, ele correu a 5000 metros de pista, o melhor de 13:31.27 minutos e ficou em segundo lugar mais de 10.000 metros no Hyogo Relés. Osako foi escolhido para representar o seu país em 2011 Universíade de Verão, onde ele derrotou o Stephen Mokoka em 10.000 m para levar a medalha de ouro, tornando-se o primeiro Japonês desde Yasuyuki Watanabe para conquistar o título. No início da temporada de 2012, ele foi o melhor Japonês de acabamento em Chiba Cross Country (em quarto da geral) e teve uma vitória apertada no Fukuoka Cross Country, batendo Yuki Sato. Osako melhorou a sua faixa de recordes em 2012, executando 3:42.68 minutos para a 1500 metros, 7:54.68 minutos a 3000 metros e 27:56.94 minutos para os 10.000 m.
Ele foi vice-campeão Charles Ndirangu de 2013 Fukuoka Cross Country.
Atualmente, ele é membro da Nike Oregon Projeto